# Rostkolibri
Der Rostkolibri (Aglaeactis cupripennis), auch Rosenschillerkolibri, Rostroter Andenkolibri oder Kupferflügelkolibri, ist eine Vogelart aus der Familie der Kolibris (Trochilidae). Die Art hat ein großes Verbreitungsgebiet, das sich über die Länder Kolumbien, Ecuador und Peru erstreckt. Der Bestand wird von der IUCN als „nicht gefährdet“ (least concern) eingeschätzt.

## Merkmale
Der Rostkolibri hat eine Körperlänge von etwa 11,4 cm, wovon der gerade Schnabel 1,8 cm ausmacht. Der Oberkopf und der mittlere Bereich des Rückens sind schwärzlich-oliv, wobei die Färbung am hinteren Rückenbereich in ein glitzerndes Rosaviolett übergeht und der Bürzel schließlich goldengrün schimmert. Der übrige Körper ist überwiegend zimtfarben bis rötlich-braun. Die Unterschwanzdecken und Außenfahnen der äußeren Handdecken, sowie die zentralen Steuerfedern sind bronze-olivfarben. Das Gefieder der Weibchen erscheint ähnlich, doch wirkt es etwas matter und die glitzernden Flecken am Rücken sind etwas kleiner.

## Verhalten
Der Rostkolibri ist ein typischer Bewohner nahe der Baumgrenze. Er verhält sich sehr auffällig, ist äußerst aggressiv und innerhalb der Art sehr territorial. Gewöhnlich klammert er sich bei der Nahrungsaufnahme an die Blüten der unteren Straten. Dabei hält er die Flügel vertikal, was dann wie ein V aussieht. Außerdem jagen Rostkolibris im Flug regelmäßig kleinere Insekten. Gelegentlich gleiten sie untypisch kürzere Distanzen mit gespreizten Flügeln den Hang herunter.

## Lautäußerungen
Der Gesang im Flug klingt wie ein schrilles tschirp, wogegen es bei der Futteraufnahme wie tsiip, tsit-tsit klingt. Dazu singen Rostkolibris eine hohe Serie schwingender Töne, die sich wie tschu tri tsip tschu swit tri tschu… oder wie ein lautes ruckartiges piepsendes wi-siit-tschu-tschu-tschu, wi-siit-tschu-tschu-tschu anhören.

## Fortpflanzung
Ihre Nester bauen Rostkolibris auf horizontalen Ästen, die sich bis zu 8 Meter über dem Boden befinden können. Im Nationalpark Puracé wurden auch Nester im Gestrüpp nahe der Waldgrenze in 1,3 Metern Höhe entdeckt. Melbourne Armstrong Carriker beobachtete im Zeitraum Februar bis August in den zentralen und östlichen Anden Kolumbiens sechs Rostkolibris in Brutstimmung.

## Lebensraum

Verbreitungsgebiet (grün) des Rostkolibris

Rostkolibris kommen stellenweise, aber lokal begrenzt, an verkrüppelten Waldrändern, großen Gebüschen und Gärten im Ökoton zwischen Páramo und den oberen Bergwäldern vor. Gelegentlich findet man sie auch in dichten Gebüschen und kleinen Bäumen typischer Páramovegetation. Sie bewegen sich normalerweise in Höhenlagen von 2900 bis 3400 Metern. In Peru wurden sie sogar zwischen 2500 und 4600 Metern beobachtet.

## Unterarten
Es sind zwei Unterarten bekannt:

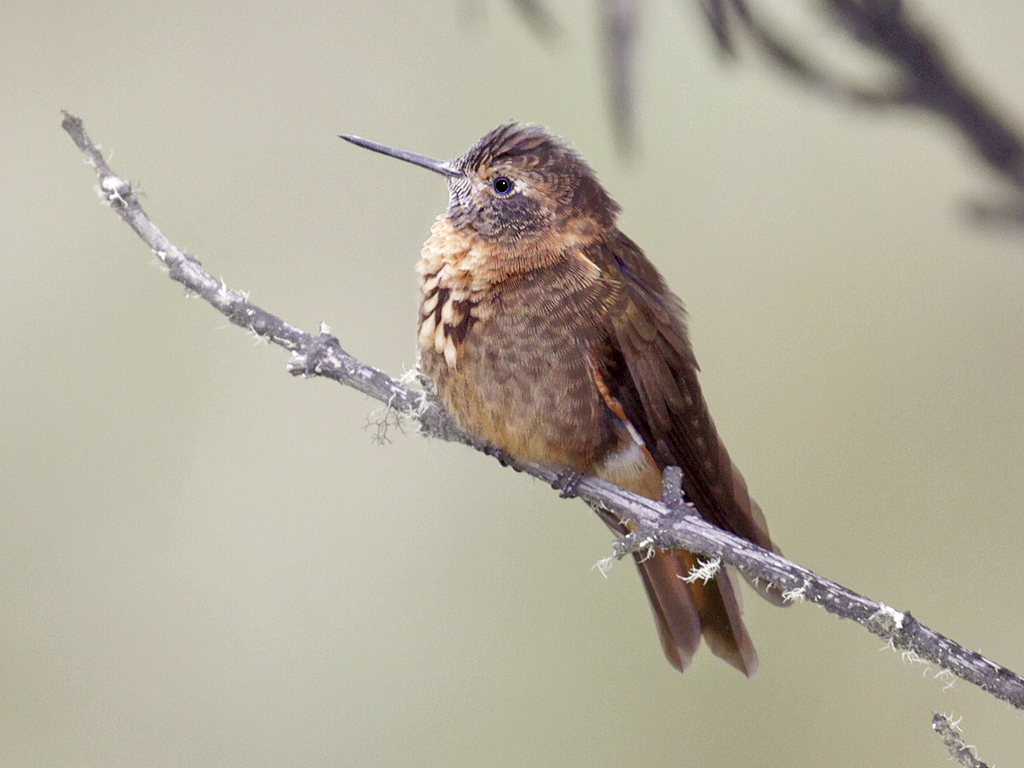
Vogel der südlichen Unterart A. c. caumatonota

- Aglaeactis cupripennis cupripennis (Bourcier, 1843)[4] – Die Nominatform kommt in Kolumbien, Ecuador und dem Norden Perus vor.
- Aglaeactis cupripennis caumatonota Gould, 1848[5] – Diese Unterart kommt im südlichen zentralen Peru vor. Die Oberseite, die Kehle und der Bauch wirken etwas dunkler als bei der Nominatform, sodass die helleren rotbraunen Brustbüschel sich farblich etwas abheben.[6]

## Etymologie und Forschungsgeschichte
Jules Bourcier beschrieb den Rostkolibri unter dem Namen Trochilus cupripennis. Das Typusexemplar hatte er aus dem Muséum national d’histoire naturelle und es stammte aus  Kolumbien. Erst 1848 führte John Gould die Gattung Aglaeactis u. a. für den Rostkolibri ein. Der Name setzt sich aus den griechischen Wörtern ἀγλαΐα aglaḯa für „Glanz, Pracht, Schönheit“ und ἀκτίς aktī́s für „Strahl, Sonnenstrahl“ zusammen. Das Artepitheton cupripennis ist ein lateinisches Wortgebilde aus cupreus, cyprium, cuprum für „kupferfarben, Kupfer“ und -pennis, penna für „-geflügelt, Flügel“. Caumatonota setzt sich aus den griechischen Wörtern καῦμα, καύμᾰτος kaûma, kaúmatos für „Hitze, Brand“ und  -νῶτος, νῶτον -nôtos, nôton für „-rückig, Rücken“ zusammen.